# Tigmotropizm

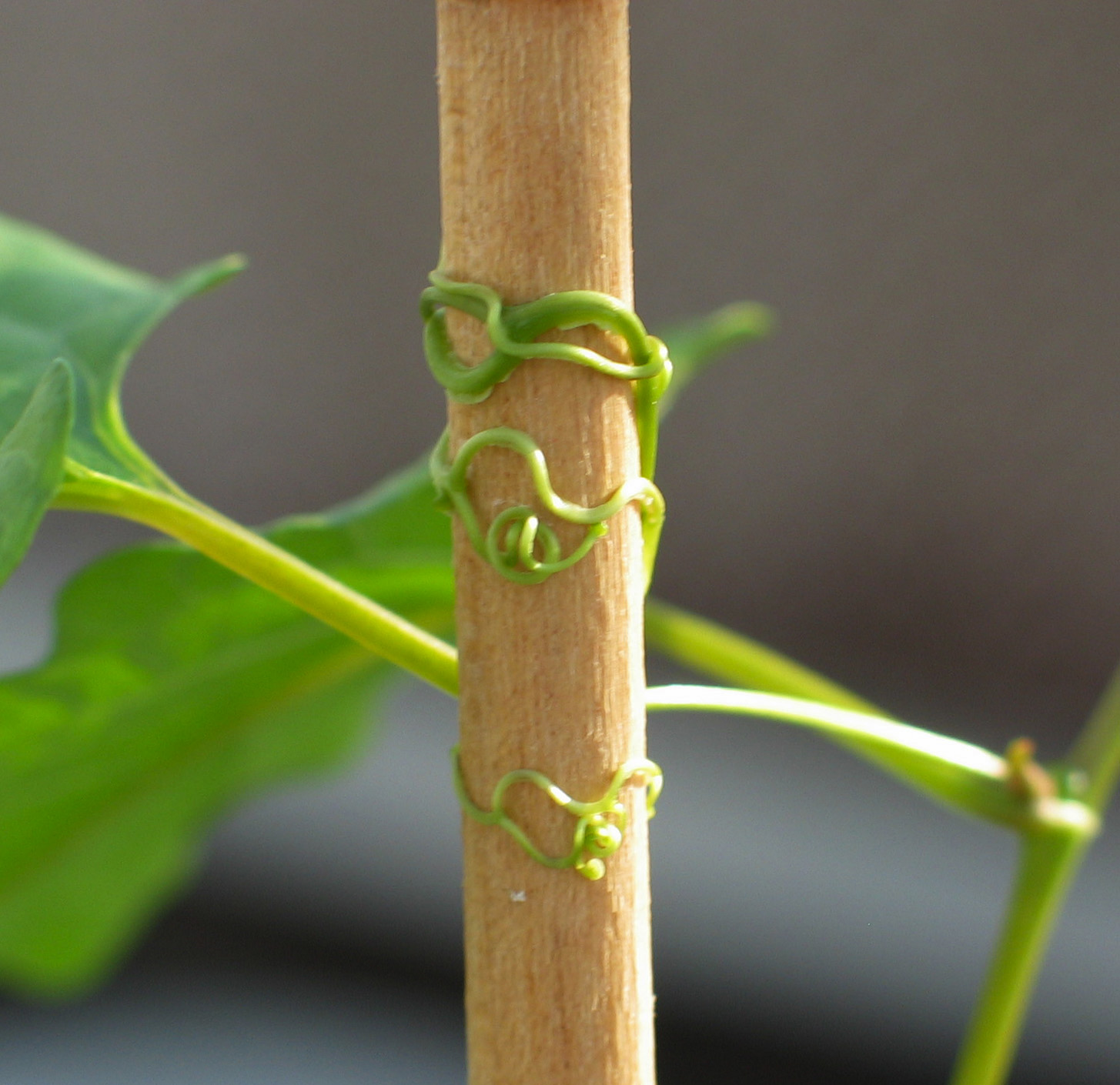
Tigmotropizm u Brunnichia ovata

Tigmotropizm, haptotropizm – rodzaj tropizmów obejmujący reakcje na bodźce mechaniczne. 
Występuje powszechnie u roślin, umożliwiając kierunkowy wzrost, np. wzdłuż podpory. Warunkiem powstania tigmotropizmu jest zetknięcie się organu roślinnego z szorstką powierzchnią, np. drewnem, co powoduje zatrzymanie wzrostu wydłużeniowego komórek po stronie podrażnionej i przyspieszenie wzrostu po stronie przeciwnej, prowadząc w konsekwencji do wygięcia organu i jego owinięcia się wokół podpory, czego przykładem może być owijanie się wąsów fasoli wokół drewnianej tyczki. Tigmotropizm występuje również u zwierząt osiadłych, głównie morskich, np. dotknięcie ukwiałów powoduje kurczenie się ich czułków.